# Torre de los Horcados Rojos
Torre de Jorcaos Rojos o Torre de los Horcados Rojos (2503 m s. n. m.) es una de las montañas más significativas del parque nacional de los Picos de Europa. Se eleva en el límite entre Asturias y Cantabria, enclavada en el Macizo Central de los Picos de Europa o Macizo de los Urrieles.